# Hiperficção
Hiperficção é a «narrativa desenvolvida segundo uma estrutura em labirinto, assente na noção de hipertexto, ou texto a três dimensões no hiperespaço, em que a intervenção do leitor vai determinar um percurso de leitura único que não esgota a totalidade dos percursos possíveis no campo de leitura».
Ao lado da «poesia animada por computador» e da «literatura generativa», a hiperficção faz parte da designada «literatura gerada por computador».

## A ficção interactiva
A obra do francês Raymond Queneau, Cent Mille Milliards de Poèmes, representa o primeiro marco do que se denominou ficção interactiva.
O processo de leitura do texto baseia-se no princípio combinatório: os textos (poemas) são construídos pelo leitor à medida que vai juntando vários cartões, à partida separados, contendo cada um deles um verso alexandrino.
Em 1967, Queneau publica Un conte à votre façon, outro tipo de narrativa interactiva que irá servir de modelo a produções que lhe sucederão. É uma espécie de conto para crianças, onde o leitor deve, para progredir na história, escolher sempre um de dois parágrafos propostos.
Seguiram-se outros modelos, nomeadamente as narrativas interactivas inglesas designadas como Fighting Fantasy ou mais vulgarmente conhecidas por «Livro de que se é o herói», ou ainda «Livros com capítulos de que se é autor».
Steve Jackson e Ian Livingstone são os autores mais conhecidos deste tipo de obras.
Composition n.° 1, de Marc Saporta, é outro clássico de ficção interactiva. Trata-se de um livro em folhas separadas que o leitor lerá por uma ordem aleatória.
Com o desenvolvimento da informática, as narrativas interactivas começaram a surgir também em suporte digital.
Em 1972, William Crowther, informático e geólogo americano, desenvolve um jogo de ficção interactivo em suporte digital, Adventure, para divertimento da filha.
Com uma interface onde apenas aparecia um texto descritivo em fundo preto, o programa consistia num jogo de «faz de conta» em que o leitor se lançava à descoberta de uma gruta.
Passando de mão e, mão, de disquete em disquete, o jogo depressa chegaria a um grande número de utilizadores através da rede ARPANET que, entretanto, dava os primeiros passos.
Embora muito limitado, desde logo pelas restrições textuais, e pela reduzida interactividade, já que as acções do leitor se limitavam a comandos do tipo «ver», «ouvir»; «apanhar», o jogo apresentava vantagens relativamente às ficções interactivas em papel.
Não havia qualquer possibilidade de fazer batota: o programa não permitia que se acedesse de antemão a alternativas de uma bifurcação, para ver qual delas seria melhor. O leitor tinha de ser muito mais activo; nada acontecia se este não tomasse a iniciativa de escrever; a motivação e o desafio aumentavam perante a presença de um interlocutor electrónico, que, embora invisível, se revelava bastante «inteligente».
Com a rápida evolução da informática, as ficções interactivas em computador depressa cairiam no esquecimento:
Enquanto jogos, foram rapidamente ultrapassadas pelos jogos de vídeo e pelo multimédia, muito mais atractivos por incorporarem imagem e som;
Enquanto ficção, deram lugar a uma forma de narrativa que a tecnologia hipertexto tornou possível: a hiperficção.

## O surgimento dos hipertextos ficcionais
O aparecimento dos computadores pessoais e o desenvolvimento de programas específicos trouxeram novas potencialidades à narrativa.
Em meados dos anos 1980, Michael Joyce, coordenador do Centro de Narrativa e Tecnologia do Jackson Community College e J. Bolter, autor do livro Turing´s Man, criaram um programa, desenvolvido pela Apple Macintosh, a que deram o nome de Storyspace. Este software, integrando já a tecnologia hipertexto, permite unir textos ou fragmentos de textos conforme o autor desejasse.
Um dos primeiros e o mais conhecido dos hipertextos ficcionais é Afternoon, de Michael Joyce, criado e difundido nos Estados Unidos entre 1986 e 1992.
Esta hiperficção é composta por 539 páginas-ecrã independentes, relacionadas por 950 ligações e relata (se é que é possível relatá-la, como o era nos romances tradicionais) a história de Peter, um escritor técnico, que procura descobrir se as vítimas do acidente de automóvel que testemunhou naquela manhã, quando se dirigia para o trabalho, são o seu filho e a sua ex-mulher.
Mas mais importante que a intriga é a forma como o leitor é "obrigado" a percorrê-la. Desde logo, vê-se impossibilitado de seguir um percurso linear sob pena de se ver envolvido numa história inacabada. Para que haja um fio condutor, o leitor tem de escolher entre vários caminhos propostos, responder a questões ou clicar em palavras-chave. Se por algum motivo se depara com uma página já consultada, as opções propostas são diferentes das que observou na primeira visita.

## A expansão
No início da década de 1990, beneficiando do desenvolvimento da edição electrónica, trazida pela emergência do multimédia e da Internet, verificou-se um maior interesse e um grande aumento das hiperficções.
Este novo «género literário» já é incluído por universidades americanas e europeias nos seus programas e cursos de literatura.
São os casos da Université de Paris 8, onde os alunos são iniciados nesta forma de escrita; da Universidade Federal de Santa Catarina no Brasil; ou da Universidade Fernando Pessoa, no Porto, onde funciona o Centro de Estudos de Texto Informático e Ciberliteratura.

## Algumas obras mais importantes
Além do clássico Afternon a Story, de Joyce, podemos referir como obras de hiperficção:
- Moulthrop, Stuart. Victory Garden (1987), produzido em Storyspace e publicado pela Eastgate Systems.
- Cooper, Douglas. Delirium (1994), publicado pela Tim Warner.
- Arnold, Mary-Kim. Lust (1994), produzido em Storyspace e publicado pela Easgate Systems.
- Malloy, Judy. Love One (1995) publicado pela Easgate Systems.
- Guyer, Carolyn, Quibbling (sem data), produzido em Storyspace e publicado pela Easgate Systems.
- Douglas, Yellowless, I Have Said Nothing (sem data), publicado pela Easgate Systems.
- Lafaille, J. M.. Aleia Jacta Est, França.
- Lafaille, J. M.. Fragments d’une Histoire, França.
- Brandenbourger, Anne-Cécile. Apparitions Inquiétantes ou Anacoluthe.
- Jean-François. Le Nœud, que começou a ser produzido em 1999, no site Aamnesie.

### Outra
- Furtado, José Afonso. Enciclopédia e Hipertexto: Livro e leitura no novo ambiente digital
- Mourão, José Augusto. Para uma poética do Hipertexto: Ficção Interactiva Lisboa, Edições Universitárias Lusófonas, 2005.